# فاري فاي
فاري فاي (بالفرنسية: Fary Faye)‏ (24 ديسمبر 1974 السنغال - ) هو لاعب كرة قدم سنغالي، يلعب كمهاجم.

## روابط خارجية
- فاري فاي على موقع قاعدة بيانات كرة القدم.إي يو (الإنجليزية)
- فاري فاي على موقع ناشيونال فوتبول تيمز (الإنجليزية)
- فاري فاي على موقع Soccerway.com (الإنجليزية)
- فاري فاي على موقع AS.com (الإسبانية)